# 라바트살레젬무르자에르 지방

라바트살레젬무르자에르 지방

라바트살레젬무르자에르 지방(아랍어: الرباط سلا زمور زعير, 프랑스어: Rabat-Salé-Zemmour-Zaer)은 모로코를 구성하던 16개 지방 가운데 하나로 모로코 북서부에 위치했다. 행정 중심지는 라바트(모로코의 수도이기도 함)이며 면적은 9,580km2, 인구는 2,366,494명(2004년 기준)이다. 3개 현(라바트현, 살레현, 스키라트테마라현)과 1개 주(케미세트주)를 관할했다. 2015년에 실시된 행정 구역 개편에 따라 폐지되었다.

## 같이 보기
- 라바트살레케니트라 지방
- 라바트